# Globdule
Globdule est un jeu vidéo de plates-formes sorti en 1993 sur Amiga. Il a été développé par Ex Animo Designs et édité par Psygnosis.

## Accueil
- Tilt : 85 %[1]